# Kinh diên viện
Kinh diên viện (經筵院, Classics Mat Academy) là cơ quan đặc trách việc giảng dạy kinh truyện, sử như Tứ thư qua các khóa giảng tại triều đình cho nhà vua, các Hoàng tử, Hoàng thân và quần thần cấp cao tại các triều đại Việt Nam xưa. Các quan viện Kinh diên được gọi là Kinh diên giảng quan.
Từ Kinh (經, Classics) trong Kinh diên chỉ kinh điển xưa như Tứ thư, từ Diên (筵, Mat) trong Kinh diên nghĩa đen là chiếu, nghĩa bóng là nơi vua ngồi vì tại các triều đại xưa, đất nơi vua ngồi thường được phủ bằng chiếu được đan bằng tre. Kinh diên nghĩa là giảng dạy, giáo huấn vua về những kinh điển xưa.